# Trà Giang (diễn viên)
Trà Giang (sinh ngày 11 tháng 12 năm 1942) là một diễn viên điện ảnh người Việt Nam, diễn viên đầu tiên tại Việt Nam đoạt giải thưởng lớn tại một liên hoan phim Quốc tế. Bà nổi tiếng với những bộ phim đoạt nhiều giải thưởng tại các liên hoan phim quốc nội, quốc tế như Chị Tư Hậu, Vĩ tuyến 17 ngày và đêm, Em bé Hà Nội. Ngoài ra, bà cũng là một chính khách khi tham gia công tác trong Quốc hội Việt Nam với vai trò Đại biểu Quốc hội liên tục trong 3 khóa V, VI và VII. Trà Giang được nhà nước Việt Nam phong tặng danh hiệu Nghệ sĩ nhân dân vào năm 1984 và là diễn viên điện ảnh đầu tiên được phong tặng danh hiệu này.

## Tiểu sử
Trà Giang, tên khai sinh là Nguyễn Thị Trà Giang, sinh ngày 11 tháng 12 năm 1942 tại Phan Thiết, Bình Thuận; quê quán tại phường Nghĩa Lộ, thị xã Quảng Ngãi, tỉnh Quảng Ngãi. Cha của bà là nghệ sĩ ưu tú, nhạc sĩ Nguyễn Văn Khánh (1918–2012) – Trưởng đoàn Văn công Liên khu V. Trước khi tập kết ra Bắc năm 1954, gia đình bà sống ở Bình Lâm (thuộc Bình Thuận). Cha của bà đi công tác thường xuyên, lương của ông cũng không đủ cho cuộc sống gia đình, vì vậy nên mẹ và bà ngoại của bà phải làm bánh để bán và kiếm thêm thu nhập. Năm 1954, theo gia đình các cán bộ miền Nam và đoàn Văn công Liên khu V, Trà Giang được đưa ra miền Bắc và theo học Trường học sinh miền Nam tại Hải Phòng.
Ngày 15 tháng 3 năm 1953, Chủ tịch Hồ Chí Minh đã ký sắc lệnh 147/SL thành lập Doanh nghiệp quốc gia chiếu bóng và chụp ảnh Việt Nam, đánh dấu cho sự ra đời của nền điện ảnh cách mạng, nhưng phải tới 6 năm sau, bộ phim truyện đầu tiên về đề tài cách mạng mới ra đời. Đến năm 1956, Doanh nghiệp quốc gia chiếu bóng và chụp ảnh Việt Nam được tách làm hai bộ phận là Xưởng phim truyện Việt Nam và Quốc doanh phát hành phim và chiếu bóng Việt Nam (nay là FAFIM Việt Nam). Năm 1959, các cơ quan điện ảnh gồm Xưởng Phim truyện Việt Nam, Xưởng phim Hoạt họa và búp bê, Xưởng phim Thời sự, tài liệu Trung ương đều được tách ra từ Xưởng phim Việt Nam. Lúc này Trường Điện ảnh Việt Nam cũng được thành lập, khóa đầu tiên của trường kéo dài 3 năm của dưới sự đào tạo của một số đạo diễn đến từ Khối phía Đông như Nghệ sĩ nhân dân Liên Xô Ajdai Ibraghimov và một đạo diễn người Azerbaijan. Trà Giang trúng tuyển và theo học lớp diễn viên khóa đầu tiên của trường cùng với Phi Nga, Lâm Tới, Tuệ Minh, Thế Anh, Anh Thái, Thụy Vân, Lịch Du, Minh Đức,... Trong giai đoạn này, những diễn viên điện ảnh thời kì đầu như Danh Tấn, Trung Tín, Văn Phức, Mai Châu, Thu An,... đều từ sân khấu kịch nói chuyển sang đóng phim nên những gương mặt mới của trường chuyên về ngành diễn viên điện ảnh sẽ là trụ cột của điện ảnh Cách mạng giai đoạn sau.
Trà Giang trúng cử đại biểu Quốc hội Việt Nam khóa V và tiếp tục làm đại biểu quốc hội các khóa VI và VII từ năm 1975 đến năm 1987. Bà còn là ủy viên Thường vụ Hội điện ảnh Việt Nam, Ủy viên ban Chấp hành Trung ương Hội Liên hiệp Phụ nữ Việt Nam.

## Sự nghiệp
Năm 1962, sau khi tốt nghiệp, Trà Giang về công tác tại Xưởng phim truyện Việt Nam. Bà chính thức có vai diễn đầu tiên trong sự nghiệp – chị Kiên trong bộ phim Một ngày đầu thu của đạo diễn Huy Vân, bộ phim được hoàn thành và công chiếu ngay trong năm, là tác phẩm tốt nghiệp của đạo diễn Huy Vân, mặc dù vậy nhưng khi công chiếu, phim lại không gây được ấn tượng đối với khán giả. Trước đó, Trà Giang và Anh Thái đã tập thử 2 vai diễn chính của vở kịch "Một ngày đầu thu" trước khi chuyển thể thành phim, nhưng khi vào phim, Anh Thái lại bị loại vì không có lợi thế về thể hình. Trước đó, trong thời gian học tập tại Trường Điện ảnh Việt Nam, Trà Giang cũng được tham gia vào bộ phim Vợ chồng A Phủ với vai trò diễn viên quần chúng.
Năm 1963, Trà Giang đóng vai chính trong phim Chị Tư Hậu của đạo diễn Phạm Kỳ Nam – đạo diễn đầu tiên của miền Bắc Việt Nam được đào tạo bài bản ở nước ngoài, dựa trên tiểu thuyết "Một chuyện chép ở bệnh viện" của nhà văn Bùi Đức Ái, lấy bối cảnh vùng Nam Bộ sau trận càn của quân đội Hoa Kỳ. Thời điểm này kịch bản phim truyện cũng rất ít do điện ảnh cách mạng thời kỳ này còn non trẻ, văn học Cách mạng thời kỳ này cũng rất yếu, với phần lớn là truyện ngắn, rất ít truyện dài hay tiểu thuyết. Vì thế đạo diễn Phạm kỳ Nam đã dựa vào hoàn toàn cốt truyện của tiểu thuyết và đã thiết kế những góc quay đặc biệt trong việc kể lại câu chuyện của nhân vật chính, biến câu chuyện của một cá nhân thành câu chuyện của dân tộc. Còn Trà Giang đã thành công khắc họa được sự đau khổ và kiên cường của người phụ nữ Việt Nam trong thời kỳ chiến tranh chống Mỹ. Trước đó, vì sự khác biệt văn hóa, Trà Giang đã phải tìm hiểu kỹ từ nhiều nguồn sách và từ các nghệ sĩ về việc chú trọng từng chi tiết nhỏ khi hóa thân vào nhân vật người phụ nữ miền Nam. Bộ phim đã được trao Huy chương Bạc tại Liên hoan phim quốc tế Moskva năm 1963, giải Bông sen vàng tại Liên hoan phim Việt Nam lần thứ 2 nhân kỷ niệm 20 năm điện ảnh cách mạng Việt Nam tại Hà Nội.
Năm 1972, Trà Giang hợp tác đạo diễn Hải Ninh trong bộ phim Vĩ tuyến 17 ngày và đêm, đây là bộ phim truyện dài 2 tập đầu tiên của Việt Nam do Xưởng phim truyện Việt Nam sản xuất. Vai chính Dịu trong phim được Trà Giang thể hiện. Theo bà chia sẻ, trong thời gian ghi hình tại Vĩnh Linh, Quảng Trị, Trà Giang đã có dịp gặp được nữ du kích O Thảo (liệt sĩ Hoàng Thị Thảo, hy sinh năm 1972), nhờ thấy được hoạt động chiến đấu của nữ du kích, bà đã hóa thân vào vai diễn thành công. Sau đó, Trà Giang cùng họa sĩ Lê Minh Hiền, đạo diễn Bùi Đình Hạc, nhà quay phim Đoàn Quốc và đạo diễn Hải Ninh đại diện Việt Nam tham dự Liên hoan phim quốc tế Moskva. Năm 1973, bộ phim này được trình chiếu trong chương trình tranh giải của Liên hoan phim Quốc tế Moskva lần thứ 8. Trà Giang đã đoạt giải diễn viên nữ xuất sắc nhất tại Liên hoan phim này. Phim cũng được giải của Hội đồng Hòa bình Thế giới. Khi Liên hoan phim Việt Nam lần thứ 12 diễn ra vào năm 1999, Trà Giang mới có dịp về lại tỉnh Quảng Trị và biết được nữ chiến sĩ du kích Hoàng Thị Thảo đã hy sinh.
Cũng trong năm 1973, đạo diễn Hải Ninh tiếp tục có một dự án phim đáng chú ý khác mà Trà Giang cũng hợp tác là Em bé Hà Nội, thời điểm này, bà mới sinh con gái đầu lòng và đã rất nổi tiếng khi khắc họa thành công nhân vật trong hai bộ phim Chị Tư Hậu và Vĩ tuyến 17 ngày và đêm. Nhà biên kịch Hoàng Tích Chỉ đã đến thăm tận nhà và "tặng" cho bà kịch bản như là lời mời tham gia bộ phim. Đạo diễn Hải Ninh cho biết, ngay khi đọc kịch bản, Trà Giang đồng ý nhận lời đóng phim mặc dù số tiền thù lao ít ỏi. Ngoài hai diễn viên nổi tiếng là Trà Giang và Thế Anh, vai em bé do diễn viên Lan Hương, lúc này chỉ mới 10 tuổi, diễn xuất. Bộ phim được xem là đã khắc họa thành công đời sống của Hà Nội trong những ngày chịu sự tấn công của Không quân Hoa Kỳ. Bộ phim công chiếu lần đầu tại các rạp ở Việt Nam Dân chủ Cộng hòa vào năm 1974. Tác phẩm đã được đem đi trình chiếu ở nhiều liên hoan phim quốc tế, nổi bật trong số đó có Liên hoan phim Quốc tế Moskva năm 1975, Liên hoan phim Việt Nam và một số hội thảo được tổ chức tại Nhật Bản, Hàn Quốc, Ý,... Tại Liên hoan phim Việt Nam lần thứ 3 năm 1975, bộ phim đã được trao giải Bông Sen vàng cùng với tác phẩm điện ảnh Đến hẹn lại lên. Trong sự kiện Liên hoan phim quốc tế Moskva lần thứ 9 tổ chức cùng năm, phim cũng nhận về bằng khen từ ban giám khảo. Năm 1979, bộ phim có được giải thưởng của Mặt trận giải phóng Palestine tại Liên hoan phim Quốc tế Damascus lần đầu tiên.
Năm 1976, Trà Giang tham gia phim Ngày lễ Thánh của đạo diễn Bạch Diệp, cùng với bộ phim Cô Nhíp của đạo diễn Khương Mễ, đây là một trong những tác phẩm phim truyện đầu tiên được ra đời sau Sự kiện 30 tháng 4 năm 1975, vai diễn chính trong phim đã giúp bà đoạt giải Nữ diễn viên chính xuất sắc tại Liên hoan phim Việt Nam lần thứ 4 diễn ra tại Thành phố Hồ Chí Minh. Năm 1977, bà tiếp tục được đạo diễn Hải Ninh mời tham gia bộ phim Mối tình đầu với vai diễn Hai Lan, dựa theo nguyên mẫu nữ tình báo, nhà cách mạng Hoàng Thúy Lan, bộ phim đã giành giải Nhất của Tổ chức điện ảnh quốc tế do UNESCO tổ chức tại Liên hoan phim Karlovy Vary năm 1978, và Huy chương bạc tại Liên hoan phim Tân hiện thực ở Ý năm 1981. Cả hai bộ phim trên đều đoạt giải Bông sen bạc tại Liên hoan phim Việt Nam lần lượt vào năm 1977 và năm 1980.
Năm 1987, Trà Giang tham gia vào hai bộ phim là Hoàng Hoa Thám và Huyền thoại về người mẹ. Với bộ phim Hoàng Hoa Thám, bà được đánh giá là đã khắc họa được hình tượng nhân vật Bà Ba Cẩn – người vợ sau của tướng lĩnh Hoàng Hoa Thám, qua đó thể hiện sự "mạnh mẽ" và "kiên cường" của người phụ nữ Việt Nam thời phong kiến, còn với bộ phim Huyền thoại về người mẹ dựa trên cuộc đời của Bà mẹ Việt Nam anh hùng Nguyễn Thị Hường, bà đã khắc họa lên một hình tượng "tiêu biểu", "cao cả" của người phụ nữ Việt Nam trong thời kì Chiến tranh Việt Nam. Cả hai vai diễn trên đã giúp Trà Giang đoạt thêm một Giải Bông Sen dành cho Nữ diễn viên chính xuất sắc tại Liên hoan phim Việt Nam lần thứ 8. Năm 1989, Trà Giang tham gia bộ phim Dòng sông hoa trắng, đây là vai diễn điện ảnh cuối cùng của bà. Thời gian sau này, nữ diễn viên chỉ tham gia một số bộ phim video và giảng dạy tại trường điện ảnh cho đến khi nghỉ hưu.
Trong những năm 1960–1980, Trà Giang liên tục tham gia vào nhiều dự án điện ảnh lớn, hầu hết những tác phẩm mà bà góp mặt đều góp phần tạo nên tiếng vang và tên tuổi cho các đạo diễn và là gương mặt ưu ái được tham dự các Liên hoan phim Quốc tế. Trà Giang cũng được báo chí đánh giá là một diễn viên "tài sắc" của nền điện ảnh Việt Nam cũng như nhìn nhận rằng là "cánh chim đầu đàn của điện ảnh Việt Nam" hay "Nữ hoàng điện ảnh". Nhiều bộ phim mà bà tham gia như Chị Tư Hậu, Làng nổi,... còn được công chiếu rộng rãi tại nhiều nước trên thế giới. Trong số 4 bộ phim mà Trà Giang phim hợp tác với đạo diễn Hải Ninh, trừ bộ phim đầu tiên, cả 3 bộ phim còn lại gồm Vĩ tuyến 17 ngày và đêm, Em bé Hà Nội và Mối tình đầu đều trở thành những bộ phim gây tiếng vang lớn tại các kỳ liên hoan phim, đều chiến thắng giải thưởng Bông sen cho phim truyện điện ảnh cùng các giải thưởng tại Liên hoan phim Quốc tế và được xếp vào những bộ phim "kinh điển" của điện ảnh Việt Nam.
Sau khi nghỉ đóng phim từ thập niên 1990, Trà Giang thử sức trong lĩnh vực hội họa và đã có triển lãm tranh vào năm 2004 tại Thành phố Hồ Chí Minh. Ngoài ra, bà còn liên tiếp 7 lần là thành viên Hội đồng Giám khảo cuộc thi Hoa hậu Việt Nam từ năm 1992 đến năm 2006.

## Vinh danh
Năm 1984, Trà Giang là 1 trong 5 nghệ sĩ điện ảnh được Nhà nước Việt Nam phong tặng danh hiệu Nghệ sĩ nhân dân trong đợt phong thưởng danh hiệu đầu tiên. Trà Giang cũng là diễn viên điện ảnh đầu tiên được trao tặng danh hiệu. Bà cũng từng là Ủy viên trong Hội đồng cấp Nhà nước xét tặng danh hiệu “Nghệ sĩ Nhân dân”, “Nghệ sĩ Ưu tú” tại Việt Nam (Theo Quyết định số 118/CT của Chủ tịch Hội đồng Bộ trưởng ngày 11 tháng 5 năm 1982). Cùng với các đạo diễn, diễn viên gồm Nguyễn Ngọc Quỳnh, Ngô Mạnh Lân, Phương Thanh, Hải Ninh, Thanh Tú, Nguyễn Hồng Sến, Trần Vũ, Bùi Đình Hạc, Bạch Diệp, Lâm Tới; bà có tên trong Bách khoa toàn thư điện ảnh Liên Xô. Năm 2007, Trà Giang trở thành người đầu tiên được Hội Điện ảnh Việt Nam tôn vinh "Thành tựu trọn đời".
Năm 2024, đạo diễn Nguyễn Thước thực hiện bộ phim tài liệu Dòng sông ký ức về cuộc đời và những vai diễn đẻ đời của bà.

## Tác phẩm

### Điện ảnh
| Năm  | Phim                             | Vai diễn       | Đạo diễn                           | Ghi chú | Nguồn         |
| ---- | -------------------------------- | -------------- | ---------------------------------- | ------- | ------------- |
| 1962 | Một ngày đầu thu                 | Kiên           | Huy Vân, NSND Hải Ninh             |         | [ 81 ]        |
| 1963 | Chị Tư Hậu                       | Tư Hậu         | NSND Phạm Kỳ Nam                   | [ b ]   | [ 82 ] [ 83 ] |
| 1965 | Làng nổi                         | Cô Cốm         | NSND Trần Vũ, NSND Huy Thành       |         | [ 84 ] [ 63 ] |
| 1966 | Lửa rừng                         | Y Đăm          | NSND Phạm Văn Khoa                 |         |               |
| 1969 | Cuộc chiến đấu vẫn còn tiếp diễn | Việt Hà        | NSND Nguyễn Khắc Lợi, Hoàng Thái   |         | [ 85 ] [ 86 ] |
| 1972 | Vĩ tuyến 17 ngày và đêm          | Dịu            | NSND Hải Ninh                      | [ c ]   | [ 87 ] [ 33 ] |
| 1973 | Bài ca ra trận                   | Cô hiệu trưởng | NSND Trần Đắc                      | [ d ]   | [ 88 ] [ 89 ] |
| 1974 | Em bé Hà Nội                     | Mẹ Thu         | NSND Hải Ninh                      | [ e ]   | [ 41 ] [ 90 ] |
| 1976 | Ngày lễ Thánh                    | Nhân           | NSND Bạch Diệp                     | [ f ]   | [ 91 ] [ 60 ] |
| 1977 | Mối tình đầu                     | Hai Lan        | NSND Hải Ninh                      | [ g ]   | [ 55 ] [ 92 ] |
| 1979 | Người chưa biết nói              | Yến            | NSND Bạch Diệp                     |         | [ 56 ] [ 60 ] |
| 1981 | Cho cả ngày mai                  | Sáu Tâm        | Long Vân                           |         | [ 93 ]        |
| 1984 | Đêm miền yên tĩnh                | Bà Tám         | NSND Trần Phương, Nguyễn Hữu Luyện |         | [ 94 ]        |
| 1984 | Trừng phạt                       | Giáng Hương    | NSND Bạch Diệp                     |         | [ 95 ] [ 96 ] |
| 1985 | Đứng trước biển                  | Chín Tâm       | NSND Trần Phương                   |         |               |
| 1987 | Huyền thoại về người mẹ          | Hương          | NSND Bạch Diệp                     | [ h ]   | [ 97 ] [ 98 ] |
| 1987 | Hoàng Hoa Thám                   | Bà Ba Cẩn      | NSND Trần Phương                   |         | [ 61 ] [ 99 ] |
| 1988 | Kẻ giết người                    | Bà Phượng      | Hoài Linh                          |         | [ 100 ]       |
| 1989 | Dòng sông hoa trắng              | Hiền           | NSND Trần Phương                   |         | [ 58 ]        |

### Truyền hình/Video
| Năm  | Phim                 | Vai diễn  | Đạo diễn       | Nguồn   |
| ---- | -------------------- | --------- | -------------- | ------- |
| 1993 | Nơi tình yêu đã chết | Bà trợ lý | Khiếu Nga      | [ 101 ] |
| 1996 | Nguyễn Thị Minh Khai | Hai Mai   | NSND Bạch Diệp | [ 102 ] |
|      | Nước mắt ban chiều   |           |                | [ 6 ]   |
|      | Niết bàn rực cháy    |           |                | [ 6 ]   |

## Giải thưởng
| Năm  | Lễ trao giải                            | Hạng mục                    | Tác phẩm                                                 | Kết quả   | Nguồn          |
| ---- | --------------------------------------- | --------------------------- | -------------------------------------------------------- | --------- | -------------- |
| 1973 | Liên hoan phim quốc tế Moskva lần thứ 8 | Diễn viên nữ xuất sắc nhất  | Vĩ tuyến 17 ngày và đêm                                  | Đoạt giải | [ 5 ] [ 36 ]   |
| 1977 | Liên hoan phim Việt Nam lần thứ 4       | Nữ diễn viên chính xuất sắc | Ngày lễ Thánh                                            | Đoạt giải | [ 5 ] [ 103 ]  |
| 1988 | Liên hoan phim Việt Nam lần thứ 8       | Nữ diễn viên chính xuất sắc | Huyền thoại về người mẹ Thủ lĩnh áo nâu (Hoàng Hoa Thám) | Đoạt giải | [ 104 ] [ 61 ] |

## Đời tư
Năm 1967, Trà Giang kết hôn với Nghệ sĩ ưu tú, giáo sư violin Nguyễn Bích Ngọc, từng đảm nhiệm chức vụ phó giám đốc Nhạc viện Thành phố Hồ Chí Minh và là em trai của nhà văn Nguyễn Thành Long. Nguyễn Bích Ngọc là 1 trong 2 giáo sư chuyên ngành violin đầu tiên của Việt Nam. Trước đó, trong giai đoạn tập kết ra Bắc, ông diễn viên múa nhỏ tuổi nhất của Đoàn Văn công Liên khu V, nơi mà cha của Trà Giang làm trưởng đoàn. Sau khi kết hôn, Trà Giang và Bích Ngọc sống ở phòng dựng phim của Hãng Phim truyện Việt Nam, sau khi bộ phận dựng phim chuyển về số 4 Thụy Khuê. Họ hạ sinh một người con gái là nghệ sĩ dương cầm Bích Trà vào năm 1973, sau này bà và chồng chuyển vào Thành phố Hồ Chí Minh và sống với nhau cho đến khi ông Ngọc mất vào năm 1999.